# Vercel (entreprise)
Vercel Inc, anciennement ZEIT, est une société américaine de Platform as a service (Plate-forme en tant que service) cloud. La société gère le framework de développement web Next.js.
L'architecture de Vercel est construite autour de Jamstack, et les déploiements peuvent être lancés depuis des dépôts Git, via l'interface en ligne de commande Vercel, ou via l'API REST de Vercel. Vercel est membre de l'Alliance MACH (en).

## Historique
Vercel a été fondée par Guillermo Rauch en 2015 sous le nom de ZEIT,. Rauch avait précédemment créé la bibliothèque de communication orientée événements en temps réel Socket.IO (en). En 2016, Nicolás Garro (alias Evil Rabbit) a rejoint ZEIT en tant que concepteur fondateur et responsable de la conception. ZEIT a été rebaptisé Vercel en avril 2020, tout en conservant le logo triangulaire de l'entreprise,.
En juin 2021, Vercel a levé 102 millions de dollars dans le cadre d'un cycle de financement de série C. En novembre 2021, la société est évaluée à 2,5 milliards de dollars.
Le 9 décembre 2021, Vercel a fait l'acquisition de Turborepo.
Le 25 octobre 2022, Vercel a fait l'acquisition de Splitbee.

## Architecture
Les déploiements via Vercel peuvent être initiés depuis des dépôts Git, avec une prise en charge des dépôts GitHub, GitLab et Bitbucket. Les déploiements se voient automatiquement attribuer un sous-domaine au sein du domaine vercel.app, bien que Vercel offre une prise en charge des domaines personnalisés pour les déploiements.
L'infrastructure de Vercel utilise Amazon Web Services et Cloudflare.